# Collserola
La serra de Collserola, o simplement Collserola (IPA: [kuʎ.səˈɾɔ.ɫə]), és una de les serres de la Serralada Litoral Catalana. La major part de la seva superfície constitueix el Parc Natural de Collserola des de l'any 2010.

## Particularitats
La serra de Collserola s'estén entre els rius Besòs (est) i Llobregat (oest), amb una superfície d'unes 11.000 ha. Separa el pla de Barcelona de la depressió del Vallès i culmina a 516,2 m d'altitud, al cim del Tibidabo. D'altres cims importants són el Turó del Puig (477,2 m), el Puig d'Olorda (436,4 m), el Turó de Valldaura (421,3 m), el Turó de la Magarola (o del Maltall) (431 m), Sant Pere Màrtir (389 m) i el Puig Madrona (342 m).
Conté una ampli ventall d'ambients naturals mediterranis, predominantment boscos, que juntament amb formacions de vegetació baixa, acullen una variada fauna. Gairebé totes les espècies animals del bosc mediterrani hi són presents.
L'empremta humana és present a la Serra, no només pel que fa a la modificació del paisatge, sinó també per la quantitat de restes arqueològiques i construccions que s'hi troben, les quals constitueixen un patrimoni molt valuós.
El nom de Collserola ve de «Coll (de) s'Erola» ('erola' és un pla petit al cim d'una muntanya), amb un ús arcaic de l'article salat, que és l'antiga denominació del coll de l'Erola, entre el Tibidabo i el Turó de Santa Maria, per on passa actualment la carretera de l'Arrabassada.

## Geologia

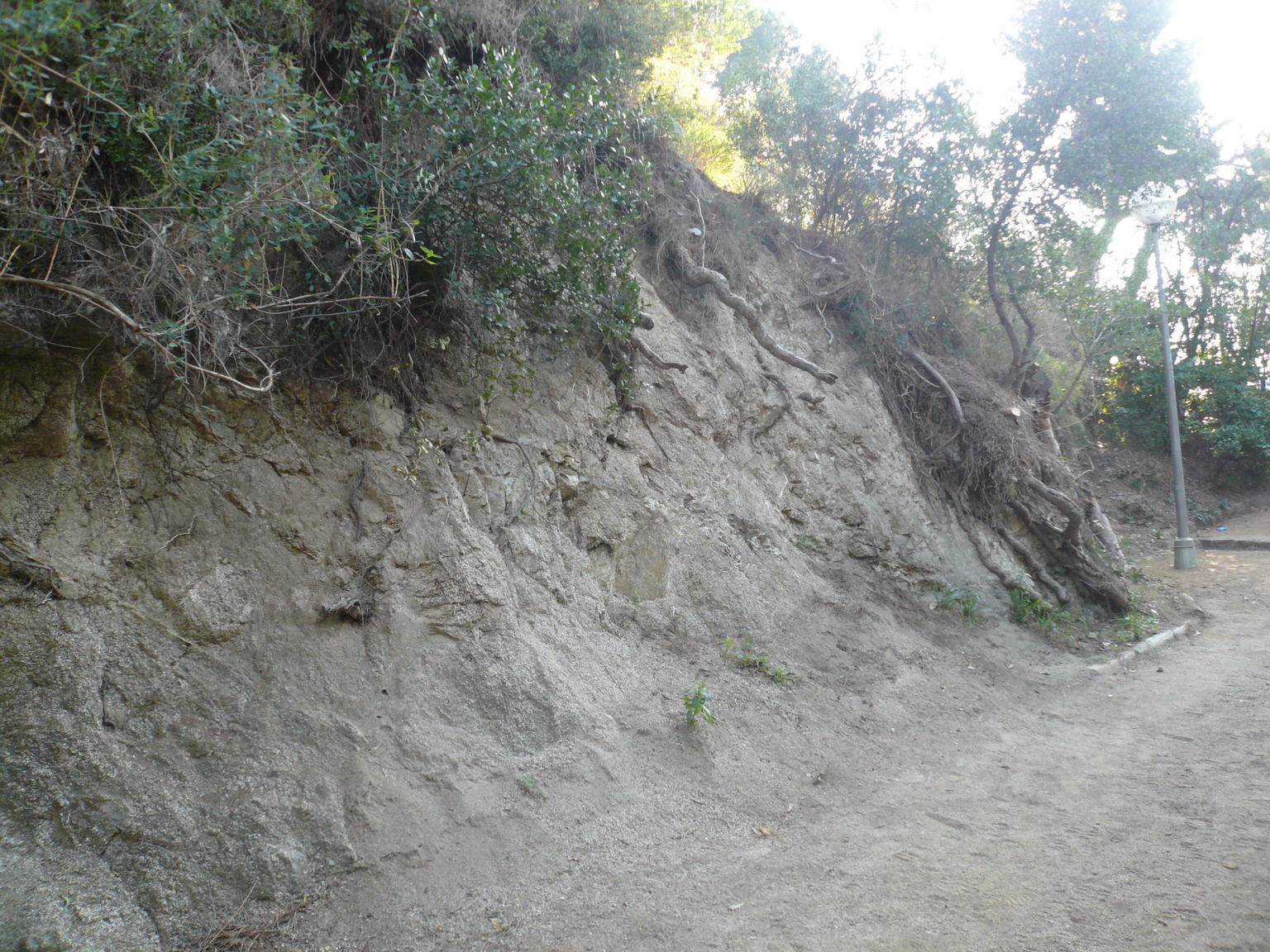
Aflorament granític al parc de la Font del Racó, al peu del vessant barceloní de la serra

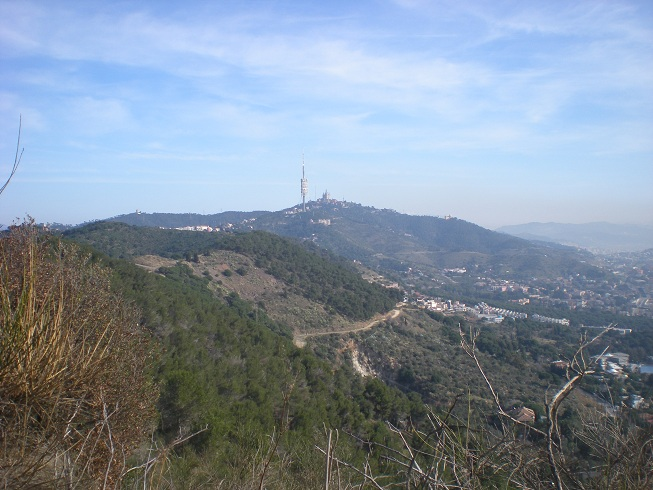
El vessant barceloní de la serra

La serra està formada majoritàriament per roques metamòrfiques (llicorelles i esquists) de l'era primària plegades intensament, a diferència dels trams contigus de la Serralada Litoral: el massissos de l'Ordal i el Garraf són formats per roques sedimentàries secundàries i la Serralada de Marina i la del Corredor són majoritàriament granítiques.
Per sota de les roques metamòrfiques, hi ha un sòcol granític producte d'una intrusió de magma durant l'orogènesi varisca. L'augment de pressió i temperatura causat per aquest magma calent va alterar les roques del voltant (és el que s'anomena metamorfisme de contacte), formant una aurèola metamòrfica que arriba a uns dos quilòmetres d'ample en molts llocs com els voltants del Tibidabo. Això es pot observar al vessant barceloní, al peu del qual trobem, de manera discontínua, afloraments granítics, com és el cas de la pedrera de Montbau, seguits més amunt de la sèrie de roques metamorfosades: a l'aurèola interna corneanes (en contacte amb el granit) i micacites, i a l'aurèola externa fil·lites, que passen gradualment a les pissarres menys metamorfosades de la resta de la serra. A la base del vessant vallesà, reapareix el granit entre el Papiol i Valldoreix, explotat a la Mina Berta.
Per damunt de les llicorelles, trobem en alguns llocs afloraments calcaris, com el del Puig d'Olorda i el Turó de Montcada, explotats per fàbriques de ciment.

## Vegetació

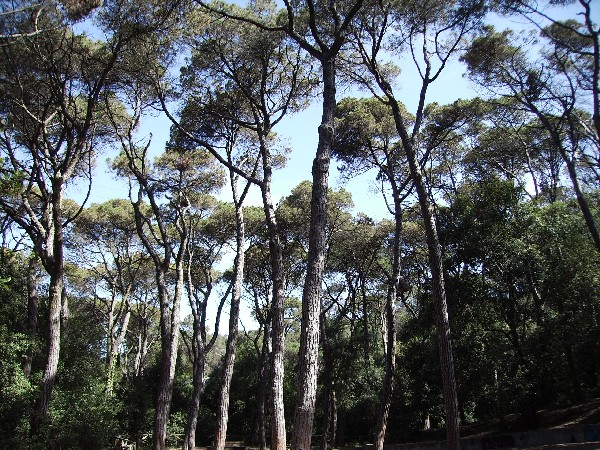
Pins pinyoners a Collserola prop del Baixador de Vallvidrera

La vegetació potencial predominant és l'alzinar amb marfull, i, en bona part del vessant obac, l'alzinar amb roure cerrioide, si bé a causa de l'alteració humana (incendis, pasturatge, etc.) trobem la major part de la serra coberta per pinedes de pi blanc o un bosc mixt de pins, roures i alzines.
Igual que passa en altres trams de la Serralada Litoral, hi ha una marcada diferència entre el vessant solell (vessant barceloní i part del del Baix Llobregat) i el vessant obac (el del Vallès). Al vessant solell, més sotmès a l'acció humana pel contacte amb la ciutat, més sec, i també més pendent i amb sòls més prims, hi trobem prats, brolles, màquies i garrigues, i algunes pinedes de repoblació. Els prats més representatius són els prats sabanoides d'albellatge, comunitat dominada per dues gramínies: l'albellatge a l'estrat superior i el llistó a l'inferior. El manteniment d'aquest prat va molt lligat a la pastura d'ovelles i cabres, que ajudades per l'acció dels pastors amb el foc, eviten l'evolució del prat cap a una brolla i, en darrer terme, una màquia i un bosc. Amb la forta regressió de l'activitat pastoral a Collserola (gairebé desapareguda), els prats d'albellatge estan també en regressió, tot i que la gestió del Parc dona prioritat a la seva conservació, pel seu interès ecològic i paisatgístic i pel manteniment de la biodiversitat.
A les zones on els prats no es cremen ni pasturen, evolucionen cap a brolles, que són comunitats arbustives esclarissades i no gaire altes (1 m) on encara trobem les gramínies dels prats. A les brolles de Collserola hi trobem entre les principals espècies estepes, gatosa i argelaga negra. Aquestes brolles ofereixen bones condicions per a la germinació dels pins, i és a les brolles dels vessants assolellats on apareixen bona part dels grupets de pi pinyer que trobem a la serra.
Als fons de les valls, al llarg dels torrents i a les obagues també es troben boscos de ribera.
Hi ha zones de matolls i prats. Sota les pinedes creix el sotabosc, amb vegetació típicament mediterrània.

## Fauna
A Collserola s'hi troben tortugues mediterrànies, diverses espècies de serps, gripaus, tritons, granotes i salamandres.
De mamífers són abundants els porcs senglars, les guineus, toixons o esquirols.
Entre tots els animals, destaquen les aus, de les quals s'han comptabilitzat 130 espècies. Abunden el pitroig, la cadernera, el colom, l'esparver, l'aligot i la merla.

## El Parc de Collserola

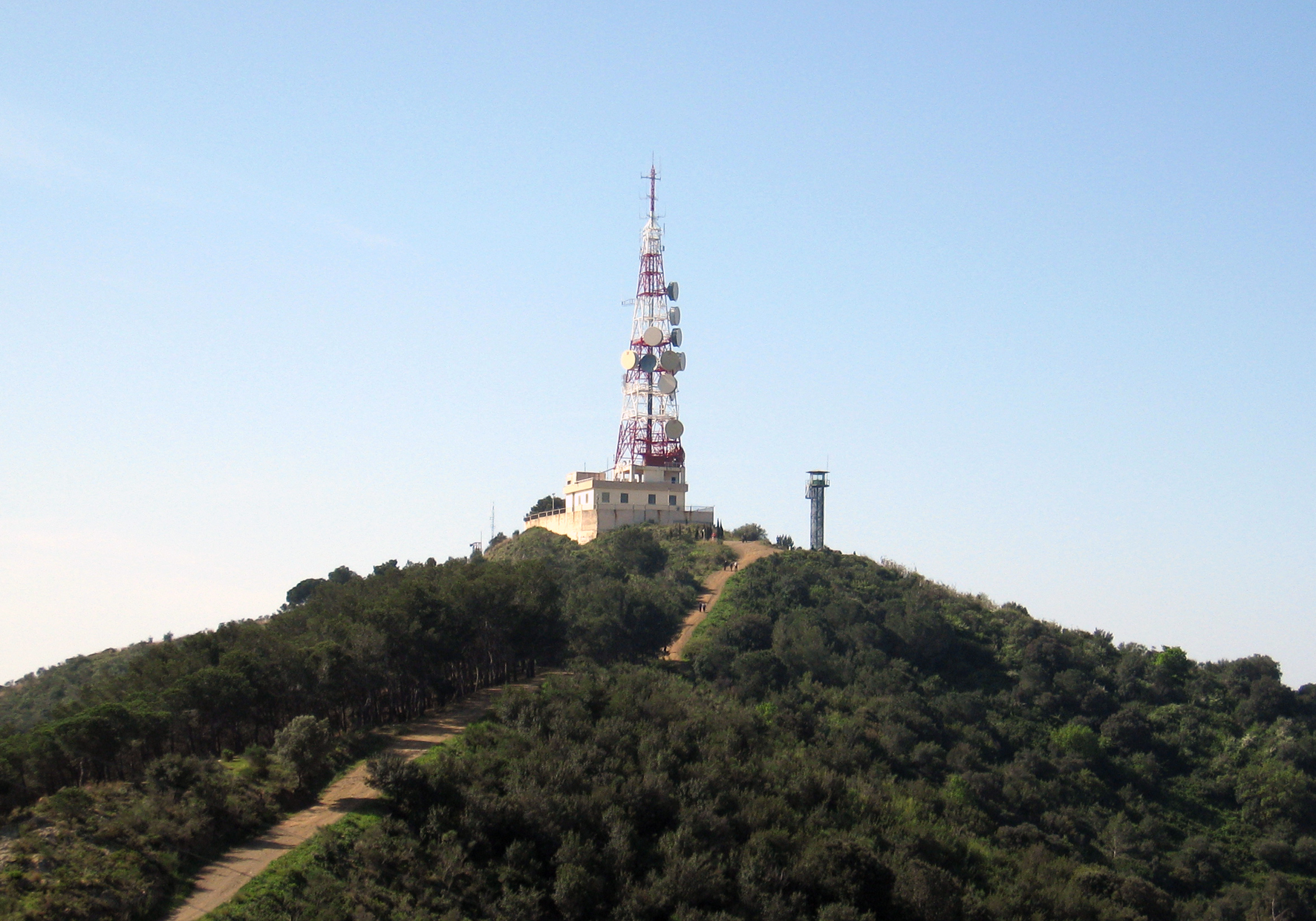
La muntanya Sant Pere Màrtir a la Serra de Collserola

Per preservar aquest espai, el 1987 es va constituir el Parc de Collserola, que té una superfície de 8.465 hectàrees. Es tracta d'un Espai d'interès natural, i és gestionat pels nou municipis que comprèn el Parc (Barcelona, Cerdanyola del Vallès, Esplugues de Llobregat, Molins de Rei, Montcada i Reixac, el Papiol, Sant Cugat del Vallès, Sant Feliu de Llobregat i Sant Just Desvern) i per la Diputació de Barcelona.
El 19 d'octubre de 2010 es publica el Decret 146/2010, de 19 d'octubre, de declaració del Parc Natural de la Serra de Collserola i de les reserves naturals parcials de la Font Groga i de la Rierada-Can Balasc.

## Torre de Collserola

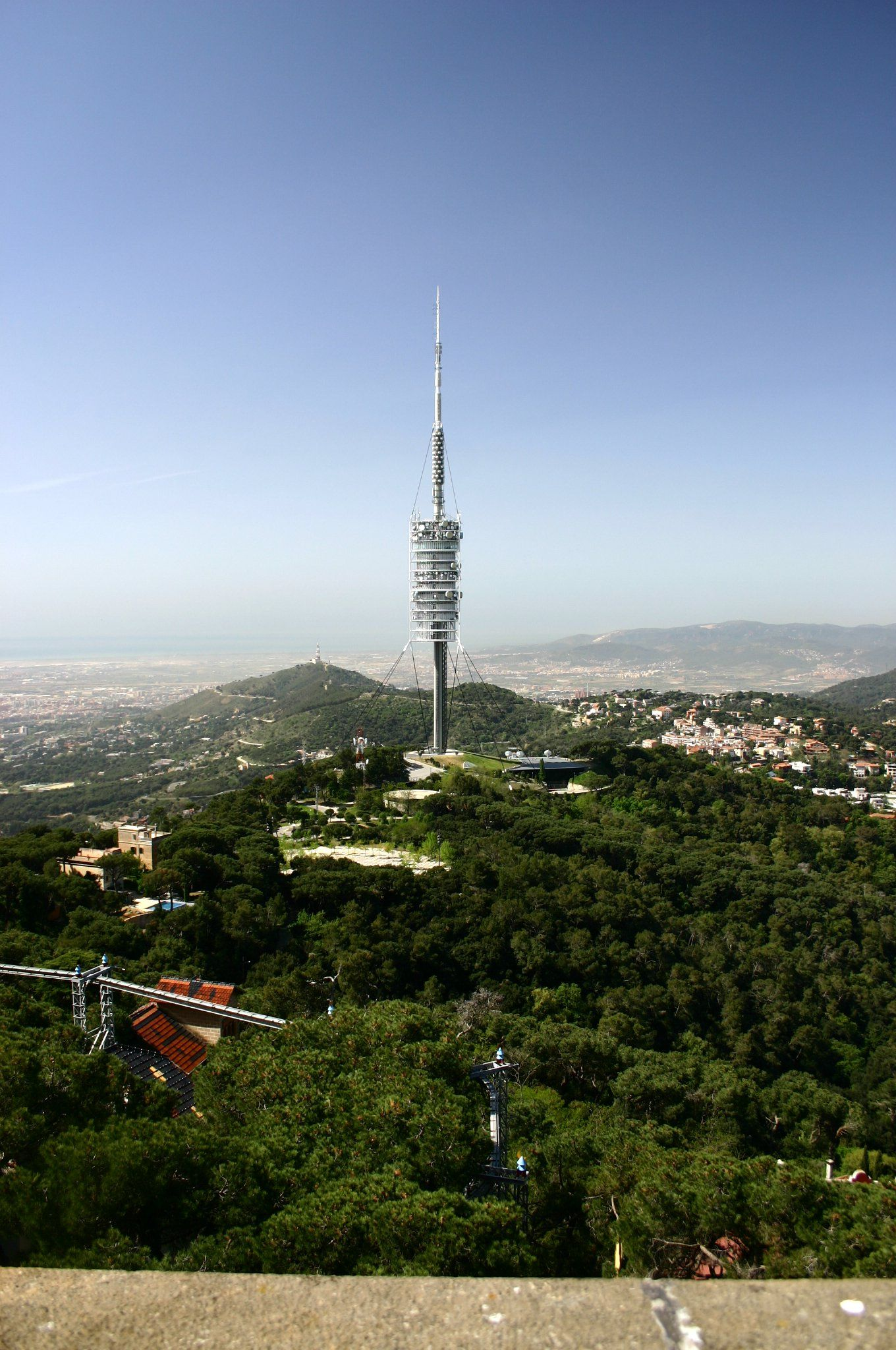
Torre de Collserola vista des del Tibidabo. A la dreta de la torre es veu part de Vallvidrera, i al seu darrere els turons d'en Cors (darrere els tirants del costat dret) i de Sant Pere Màrtir (amb antenes)

Dalt del turó de la Vilana, a 445 m d'altitud, s'hi aixeca la Torre de Collserola, torre de telecomunicacions inaugurada el 1992 amb motiu dels Jocs Olímpics de Barcelona. La promotora del projecte i actual propietària és la Societat Anònima Torre de Collserola (els seus accionistes són Telefónica amb un 30,40%, Retevisión, amb un 41,75%, el Centre de Telecomunicacions i Tecnologies de la Informació de la Generalitat de Catalunya amb un 22,85% i l'Entitat Metropolitana del Transport amb un 5%). La torre fa 288,4 metres d'alçada, dels quals només 267,5 queden a la superfície. El 20,9 metres restants queden dins dels pou del pilar central per sota del nivell zero respecte del terra. Fins a la punta més alta de la torre l'alçària total és de 712,9 msnm. L'autor del projecte fou l'arquitecte britànic Norman Foster.

## Barri de Collserola
El barri de Collserola integrant del Districte Sarrià - Sant Gervasi de Barcelona està format pels següents territoris:
- Vallvidrera
- Les Planes
- Tibidabo